# Oberth-Effekt
Mit Oberth-Effekt bezeichnet man die Abhängigkeit der Effizienz eines Raketentriebwerkes vom Ort in einem Gravitationsfeld beim Vorbeiflug z. B. beim Swing-by: Je tiefer im Gravitationspotential (je näher an einem schweren Himmelskörper) der Treibstoff genutzt wird, desto größer ist der Energiezuwachs des Raumflugkörpers. Der Effekt ist nach Hermann Oberth benannt, der ihn als erster beschrieben hat.
Der Effekt wird in der Raumfahrt für treibstoffsparende Manöver verwendet, die auf Englisch powered flyby oder Oberth maneuver genannt werden.

## Erklärung

### Veranschaulichung
Das Prinzip eines Raketenmotors beruht darauf, dass Stützmasse (Verbrennungsgase beim klassischen chemischen Raketenantrieb) entgegen der gewünschten Beschleunigungsrichtung („nach hinten“) ausgestoßen wird. Nur ein Teil der freigesetzten (z. B. chemischen) Energie kommt dem Raumfahrzeug zugute, der Rest geht mit der Stützmasse verloren. Ein Raumflugkörper hat beim Vorbeiflug an einem Himmelskörper oder auf einer Umlaufbahn im Moment der größten Annäherung (Periapsis) die größte Geschwindigkeit. Wird zu diesem Zeitpunkt das Triebwerk gezündet, bekommt das Raumfahrzeug den größtmöglichen Anteil der im Treibstoff gespeicherten chemischen Energie als zusätzliche kinetische Energie und die Stützmasse den geringstmöglichen Anteil. Dies lässt sich wie folgt erklären:
- Die Stützmasse wird nach hinten ausgestoßen. Im Bezugssystem des Himmelskörpers ist ihre Geschwindigkeit und damit ihre kinetische Energie daher geringer als bei ruhendem Raumfahrzeug. Das Raumfahrzeug bekommt daher einen größeren Anteil an Energie, und zwar umso mehr, je größer die Vorwärtsgeschwindigkeit des Raumfahrzeugs bereits ist.
- Bei sehr hoher Geschwindigkeit des Raumfahrzeugs (mehr als 50 % der Geschwindigkeit der ausgestoßenen Stützmasse relativ zum Raumfahrzeug) ist die Geschwindigkeit und damit die kinetische Energie der ausgestoßenen Stützmasse geringer als vor der Verbrennung, als sie noch im Raumfahrzeug mitgeführt wurde. Der Energiezuwachs des Raumfahrzeugs ist dann sogar größer als die im Treibstoff gespeicherte chemische Energie; die Energie, die zuvor für die Beschleunigung des mitgeführten Treibstoffs aufgewandt wurde, wird teilweise zurückgewonnen.
- Die Stützmasse wird nahe am Zentralkörper freigesetzt. Ihre potenzielle Energie, die ungenutzt verloren geht, ist dort geringer und die kinetische Energie, die sie bereits vor der Verbrennung hat, größer. Ein Teil von diesem Zuwachs an kinetischer Energie kommt, wie beschrieben, dem Raumfahrzeug zugute.

### Kinematische Rechnung
Wenn ein Raketenantrieb betätigt wird, ändert sich die Geschwindigkeit {\displaystyle v} des Raumfahrzeugs um einen Betrag {\displaystyle \Delta v} (Delta v), der – und das ist der entscheidende Punkt – nicht von der aktuellen Geschwindigkeit abhängig ist (Galilei-Transformation). Die Bewegungsenergie des Raumfahrzeugs {\displaystyle E_{\mathrm {kin} }={\tfrac {1}{2}}mv^{2}} ist aber proportional zum Quadrat der Geschwindigkeit, daher ändert diese sich um so stärker, je größer {\displaystyle v} ist:
{\displaystyle \Delta E_{\mathrm {kin} }={\tfrac {1}{2}}m(v+\Delta v)^{2}-{\tfrac {1}{2}}mv^{2}=m\cdot \Delta v\cdot \left(v+{\tfrac {1}{2}}\Delta v\right)\;.}
Der Zuwachs an kinetischer Energie ist also proportional zu {\displaystyle v+{\tfrac {1}{2}}\Delta v}, der mittleren Geschwindigkeit während der Brennzeit des Triebwerks. Wenn die Geschwindigkeitsänderung klein ist, gilt näherungsweise einfach:
{\displaystyle \Delta E_{\mathrm {kin} }\approx m\cdot \Delta v\cdot v\;,}
und im infinitesimalen Grenzfall erhält man:
{\displaystyle {\frac {\operatorname {d} E_{\mathrm {kin} }}{\operatorname {d} t}}=m\cdot {\frac {\operatorname {d} v}{\operatorname {d} t}}\cdot v=F\cdot v\;,}
wobei {\displaystyle F} die Schubkraft der Rakete ist. Bei konstanter Kraft entspricht dies der bekannten Formel: Arbeit = Kraft × Weg: {\textstyle \Delta E=F\cdot \Delta s}.
Eine analoge Rechnung zeigt, dass auch im Fall des Abbremsens der Treibstoff bei hoher Geschwindigkeit am effizientesten eingesetzt werden kann.

## Anwendung
Durch den Oberth-Effekt ist der Transfer auf eine hohe Bahn über eine Hohmann-Bahn, bei der der größte Teil des Treibstoffs nahe an der Periapsis, der niedrigen Ausgangsbahn, eingesetzt wird, günstiger als über eine spiralförmige Bahn mit kontinuierlichem Verbrauch. Gleiches gilt beim Einschwenken aus einer hyperbolischen Bahn in einen Orbit: Das Bremsmanöver sollte dicht am Himmelskörper erfolgen. Oft ist der Orbit dann noch sehr gestreckt, weil in dieser Situation kein schubstarkes Triebwerk zur Verfügung steht. Die Bahn wird dann in mehreren Umläufen abgesenkt, indem jeweils in der Periapsis gezündet wird. Für extrem schwache Antriebe (Ionenantrieb) ist das Manöver hingegen kaum geeignet.

## Beispiel an einer Parabel
Wird bei einem parabolischen Vorbeiflug eines Raumfahrzeugs am Jupiter mit einer Geschwindigkeit von 50 km/s an der Periapsis eine Triebwerkzündung mit einem {\displaystyle \Delta v} von 5 km/s durchgeführt, so zeigt sich, dass die resultierende Endgeschwindigkeit des Fahrzeugs nach dem Vorbeiflug in großer Entfernung um 22,9 km/s zunimmt, also um das 4,6-Fache des eingesetzten {\displaystyle \Delta v}. Dies lässt sich wie folgt herleiten:
Ein Raumfahrzeug beschreibt eine parabolische Bahn, wenn es gerade Fluchtgeschwindigkeit {\displaystyle v_{\mathrm {esc} }} hat. Das bedeutet definitionsgemäß, dass es sich beliebig weit vom Zentralkörper entfernen kann und im Grenzfall großer Entfernung seine Geschwindigkeit gegen Null geht. Die kinetische Energie, die es bei größter Annäherung (Periapsis) hatte {\displaystyle E(r_{\mathrm {pa} })={\tfrac {1}{2}}mv_{\mathrm {esc} }^{2}}, verliert es vollständig bei Verlassen des Gravitationsfeldes: {\displaystyle E(r_{\infty })=0}.
Bekommt es dort nun einen Schub {\displaystyle \Delta v}, so ist seine Energie:
{\displaystyle E_{\Delta v:\infty }(r_{\infty })={\tfrac {1}{2}}m(\Delta v)^{2}}.
Hat es diesen Schub schon an der Periapsis bekommen (optimale Nutzung des Oberth-Effekts), so ist seine Energie bei Verlassen des Gravitationsfeldes, wie oben hergeleitet:
{\displaystyle E_{\Delta v:\mathrm {pa} }(r_{\infty })=mv_{\mathrm {esc} }\Delta v+{\tfrac {1}{2}}m(\Delta v)^{2}\;.}
Das Verhältnis dieser Energien ist:
{\displaystyle {\frac {E_{\Delta v:\mathrm {pa} }(r_{\infty })}{E_{\Delta v:\infty }(r_{\infty })}}={1+{\frac {2v_{\mathrm {esc} }}{\Delta v}}}}
und somit gilt für die Geschwindigkeiten
{\displaystyle {\frac {v_{\Delta v:\mathrm {pa} }(r_{\infty })}{v_{\Delta v:\infty }(r_{\infty })}}={\sqrt {1+{\frac {2v_{\mathrm {esc} }}{\Delta v}}}}.}
Setzt man nun die Werte des Beispiels des Vorbeifluges am Jupiter ein, so erhält man für eine Fluchtgeschwindigkeit von vesc = 50 km/s und eine Zündung mit einer Geschwindigkeitsänderung von Δv = 5 km/s den Faktor
{\displaystyle {\sqrt {21}}\approx 4{,}6}.
Entsprechende Ergebnisse erhält man für geschlossene und hyperbolische Umlaufbahnen.